# World Database on Protected Areas
World Database on Protected Areas (WDPA) är den mest omfattande globala databasen om skyddade områden för land och hav. WDPA är ett gemensamt projekt som drivs av UNEP och IUCN.